# Marcin Kowalski (judoka)
Marcin Kowalski (ur. 23 lipca 1988) – polski judoka.
Były zawodnik UKJ Ryś Warszawa (2001-2007). Brązowy medalista mistrzostw Polski seniorów 2006 w kategorii do 73 kg. Ponadto m.in. brązowy medalista mistrzostw Polski juniorów 2007 w tej kategorii. Uczestnik mistrzostw Europy kadetów 2004 (kategoria do 66 kg).